# The Elder Scrolls IV: Oblivion
『The Elder Scrolls IV: Oblivion』（ジ・エルダー・スクロールズ・フォー・オブリビオン）は2006年にアメリカのベセスダ・ゲーム・スタジオが開発し、ベセスダ・ソフトワークスと2K Gamesと共同で販売を行ったオープンワールド型アクションRPGである。The Elder Scrollsシリーズの第4作目であり、前作『The Elder Scrolls III: Morrowind』（モロウィンド、2002年）の続編。架空世界タムリエルのシロディール地方を舞台とし、プレーヤーは主人公を操作して、帝国の崩壊を企むカルト教団の陰謀と、それに伴う異次元空間「オブリビオン」からの怪物の侵攻を防ぎ、帝国を救うという物語である。
本作は前作で確立されたオープンワールド形式を発展・拡張させた作品であり、プレーヤーはゲーム世界内で自由に行動でき、メインストーリーを無視したり、好きなタイミングで行うことができる。プレーヤーの恒久的な目標は各能力を数値化したスキルを成長させていくことにある。序盤においてプレーヤーは7つの主要スキルを選択し、残りはサブスキルとして扱われる。
本作は批評的にも商業的にも成功を収め、2006年のゲーム・オブ・ザ・イヤー（GOTY）を初めとして様々なゲームの賞を受賞した。その特徴的なグラフィックや広大なゲーム世界、スケジュール駆動型のNPCは高く評価され、史上最高のゲームの1つと評される。
拡張版として2つの大型拡張版『Knights of the Nine』（ナイツ・オブ・ザ・ナイン）と『Shivering Isles』（シヴァリング・アイルズ）がリリースされ、2007年にはそれらを同梱した『The Elder Scrolls IV: Oblivion Game of the Year Edition』（GOTYエディション）がリリースされた。2011年には5周年記念版として再リリースされている。2025年4月22日にはリマスター版がリリースされた。

## 概要
本作品は、1994年に第1作が発売された『The Elder Scrolls』のメインシリーズの第4作目かつ、The Elder Scrolls III: Morrowind の続編にあたる。米国ではWindows版とXbox 360版が2006年に、PS3版が2007年に発売され、日本でもスパイク社の翻訳によってXbox 360版とPS3版に限り2007年に発売された。
世界で累計300万本以上の出荷を記録し、複数の国際的な賞でGame of the Yearを受賞、「GameSpot」誌は本作を「史上最高のRPGの一つ」と評した。
『オブリビオン (Planes of Oblivion)』とはThe Elder Scrollsの世界における異界で、 プレイヤーキャラクターが存在し現実世界の地球に相当する世界ニルン（Nirn）に対する別次元の世界。プレイヤーキャラクターはその別次元の世界へと通じる扉「オブリビオンゲート」から襲来するデイドラやドレモラたちからシロディール世界を守るため、失われた帝位継承者を見つけ出し、世界を破滅へと導く陰謀を阻止する。ゲーム内のノンプレイヤーキャラクター (NPC) は1,000人にも及び、1人1人自らの意志を持ち生活をする。ゲーム中、プレイヤーの行動はストーリーによる制約を受けないため、必然的にプレイヤーごとのストーリーを描く事になる。プレイヤーの行動の自由度の高さと、Radiant AIと呼ばれるNPCの人工知能システムを大きな特徴としている。
続編の『The Elder Scrolls V: Skyrim』は2011年11月11日に英語版、同年の12月8日に日本語版が発売された。
2025年4月22日、リマスター版が発売された。

## 日本での発売
発売までの経緯
数々の賞を受賞し既に海外で高い評価を得ていた本作品だが、日本語化にあたって困難が付きまとった。スパイクの高橋徹は雑誌インタビューに「膨大なテキスト量を訳しても、それに見合ったコストを捻出できないだろうと思っていてローカライズに踏み出せなかった」とあるように、当初日本での発売は困難とされていた。
しかし、輸入版をプレイしたユーザからのクチコミ、およびその評判の高さにより徐々に日本語版での発売が切望されるようになった。「たのみこむ」でのユーザ達の署名活動では賛同者が800人以上にもなり、元々海外でもXbox 360、PS3などの家庭用ゲーム機で発売されていたのが後押しとなり、スパイクが日本語版の発売を決定、リリースを表明した。ただしPCの日本語版は発売されていない。
フォントサイズ
2007年7月26日に日本語ローカライズされたXbox 360版が同社より発売されたが、日本語のフォントサイズが小さく、文字を表示するウインドウの色とフォントの色が相殺し、読みづらい楷書体フォントを使用している為、接続がコンポジット入力では（テレビによっては接続がD端子入力でも）テレビが大型のものであっても文字が読みにくいと苦情が殺到した。これを受けてスパイクは、「フォントに割かれるメモリが足りず、フォントサイズを大きくすることは出来ないが、読みやすくする為のパッチファイルの作成を検討中である」と発表し、2007年11月27日にXbox Liveを通じてパッチが配信され、従来の楷書体から丸ゴシック体へフォントが変更された。
日本法人の設立
2008年にベセスダ・ソフトワークスの親会社ゼニマックス・メディア社が日本法人（ゼニマックス・アジア）を設立したため、本作の廉価版および後述の拡張パック/同梱版の発売元はスパイクからベセスダ・ソフトワークス／ゼニマックス・アジアに移った。
オフィシャルアドオンとバグ
拡張パック『シヴァリング・アイルズ』および、本編に拡張パックを同梱した『Game of the Year Edition』がXbox 360・PS3版ともに2008年10月30日に発売される予定だったが、2009年12月24日に公式サイト上で拡張パックは開発中止と発表された。 『Game of the Year Edition』は2010年4月22日に発売となったが、PS3版のみ一部の効果音が無くなっているというバグが複数報告されている
Mod対応
日本語版は家庭用ゲーム機にしか対応していないため、家庭用ゲーム機版では、PC版とは違い、上記オフィシャルアドオンを除き、The Elder Scrolls Construction Setで個人が開発したModをインストールして動かすことはできない。PlayStation 3 版では DLCの一つ "Fighter's Stronghold" が対応していない。

## システム

### Radiant AI
本作を特徴づける最大のシステムは、Radiant AIと呼ばれる人工知能システムである。NPCはある類型に従ったAIを、一部のNPCは独自のAIを保有し、それに従って生活している。まず朝には自宅で目覚め、日中は商売をしたり畑を耕したりし、夜になれば酒場で一杯して眠る、といったようにそれぞれがリズムに従った生活をしている。2人のNPCが出会うと、ストーリーの進展に応じた世間話を始めたりもする。
あまり善良でないAIを設定されたNPCはスリや殺人をして、衛兵や善良な市民のNPCに追われ、殺されることもある。同様にプレイヤーもNPCと世間話をしたり、スリや空き巣、殺人をすることも可能であり、無罪の人間を殺せばもちろん罰せられ大人しく牢屋に行くか逮捕に抵抗して戦うか罰金を払うかを迫られる。町の外では強盗や野生動物やモンスターに襲われることもあるが、警備中の衛兵が近くにいれば救助に駆けつけてくれる。森の中では衛兵や山賊が鹿や熊を狩っていることもある。このようなNPCの行動の幅広さ、プレイヤーの行動の自由さが本作の魅力となっている。

### クエストシステム
本作には破壊の王子デイゴン (Dagon) の進攻を阻止するという本筋があるものの、The Elder Scrolls の過去のメインシリーズ同様に、それらのクエストを全く行わなくても支障がない。メインクエストも含め、大小合わせて150以上ものクエストが存在し、プレイヤーはこれらを好きな順番で進めることができる。
またメインクエスト以外にはギルドクエストと呼ばれる大きなクエストラインが5種類存在し、戦士 (Fighters Guild)、魔術師 (Mages Guild)、盗賊 (Thieves Guild)、暗殺者 (Dark Brotherhood)、闘技場 (Arena)と、それぞれのプレイスタイルに合ったギルドで遊ぶことができる。これら全部を1つのキャラクターでクリアすることも可能である。

### キャラクターメイキング
設定できる要素
プレイヤーがキャラクターメイキングの際に選択できる要素としては、名前・性別・顔・種族・星座・クラスがある。種族は以下の10の種族から選べる。これらのプレイヤーが選択できる種族は The Elder Scrolls のメインシリーズから変わっていない。
人間 (Man)
- インペリアル (Imperial) - 帝國臣民。
- ブレトン (Breton) - ハイ・ロック (High Rock) 出身のブルターニュ系。ハイエルフ (Aldmer) と人間 (Nede) の混血と言われている
- ノルド (Nord) - 北方の寒冷地スカイリム (Skyrim) 出身の金髪。元々はアトモラ (Atmora) 大陸から タムリエル (Tamriel) 大陸に上陸してスカイリムを建国した。
- レッドガード (Red Guard) - ハンマーフェル (Hammerfell) 出身の黒人。

エルフ (Mer) - アルドメリ (Aldmeri) 大陸からやってきたエルフ（アルドマー）の子孫と考えられている種族。
- ダークエルフ(Dunmer) - 前作 The Elder Scrolls III: Morrowind の地域火山島 ヴァーデンフェル (Vvardenfell) 出身のエルフ。
- ハイエルフ (Altmer) - サマーセット島 (Summerset Isles) 出身のエルフ。
- ウッドエルフ (Bosmer) - シロディールの南西の森 ヴァレンウッド (Valenwood) 出身のエルフ。
- オーク (Orsimer) - オーク緑色の肌をした怪物のような外見をしている。

亜人
- アルゴニアン (Argonian) - シロディールの南東の湿地帯、ブラック・マーシュ (Black Marsh) 地方出身の爬虫人。
- カジート (Khajiit) - シロディール南西の砂漠地帯のエルスウェーア (Elsweyr) 地方出身の猫人間。

前述した10の種族のほか、星座 (Birthsign) は13種類、クラスは21種類から選べ、さらに自分でクラスをカスタマイズすることも可能である。これらの選択によって、スキルや能力値、特殊能力に多少の変動はあるが、できる行動やクエストに変わりはない。そのため、プレイヤーは細部にとらわれずに、自分のプレイスタイルに最も合った選択をすることができる。
容姿のエディット
この他、容姿のエディットも精細に及ぶ。髪型や目の色といった基本的な部分はもとより、額の高さ、顎の角度、鼻筋の張りといった細部に至るまで実に100以上ものパラメータ数値を調整することができる。これらパラメータは骨格のバランスなどで自動で補正がかけられてしまうものもあり、MODを導入しないで思い通りの顔を構築しようとすれば相応の根気とコツが必要となる。なお、キャラクターメイキングは序盤に一度だけやりなおしが可能である。
また、本作では装備品がキャラクターの外見に反映されるようになっており、実用性に乏しい物も含めた様々なアイテムでコーディネートを楽しむ事が出来る。

### 広大なワールドマップ
プレイヤーは、タムリエル (Tamriel) 大陸のシロディール (Cyrodiil) という約41 km²の地方を実寸大で再現した巨大なオープンワールドマップを、シームレスに歩き回ることができる。ワールドマップ上には、9つの主要都市、40以上の小村および宿場、200以上のダンジョン（遺跡、洞窟、廃坑、砦等）、その他数十の特殊地点が存在する。シロディールという温暖な一地方を舞台としたことで、前作ほどには多様な地形が見られないが、それでも湿地帯から雪の降り積もる高山まで、様々な自然環境が存在する。
グラフィックも美しいとして高い評価を受けている要素の一つで、遠くの都市や建造物は遠景として写り込み、特にシロディールの中心にそびえ立つ巨大な白金の塔 (White-Gold Tower) は、どこからでも見上げることができる。木々や草花、水面の揺れは、天候によって左右され、物理エンジンの計算によって自然な動きを見せる。 そのため、プレイヤーは、ただワールドマップを歩き回って、景色を楽しむことも可能である。内部ではゲームエンジン「Gamebryo」、物理エンジン「Havok」などを採用しており、特に植物には専用の描画エンジン「SpeedTree」を使っている。
マップ移動するNPC
プレイヤーと同様、前述のRadiant AIで動くNPCたちもワールドマップ上をシームレスに移動している。そのため、プレイヤーはモンスターの他にも、巡回中の帝都兵や新聞配達人、都市から 都市へ移動する旅人、キャンプに住む修行者や追い剥ぎなどのNPCに出くわすことがある。
ファストトラベル
今作では、1作目、2作目に採用されていたファストトラベルというシステムを再び採用している。これは一度訪れたことがある各重要地点の間を、一瞬で移動できる機能で、広大なマップを何度も歩き回る負担を大幅に減らすことができる。その代わり に前作『The Elder Scrolls III: Morrowind』 で登場した Recall、Mark、Divine Intervention, Almsivi Intervention といったテレポートできる魔法や Silt Striderや連絡船魔術師ギルドの転送サービス、Propylon Chamber といった移動手段が廃止されている。また各都市が外の世界と別の空間に分かれているため、都市の壁を超えることができる、空中浮遊が可能になる Levitate の魔法や関連する薬が廃止されている。

### MOD
Windows版に限定されるが、MODと呼ばれる拡張ファイルによって、システムの変更や、海外MODの翻訳をしたり、グラフィックのクオリティを上げたり、オリジナルの装備品や魔法などをゲーム中に反映させる事が出来る。大規模なものでは、建造物やダンジョンを配置した冒険可能なエリアを拡張するものやクエストやシナリオを追加するもの、更にはゲームバランスを大きく変更するものまで豊富に存在する。
MOD開発キット「The Elder Scrolls Construction Set」が公式に提供されていることもあり大半はユーザ作成の物が多いが、中にはメーカー公式の有料コンテンツとして、アドオンと呼ばれ、(オンライン版ではDLC、 ダウンロードコンテンツ）と呼ばれるMODとして長編MODの『DLC8 Knights of the Nine』をはじめとして、馬に鎧を着せるMOD『DLC1 Horse Armor Pack』、エンチャントされた膨大な矢と、強力な武器が手に入る『DLC9 Mehrunes' Razor』、ヴァンパイアや賞金首になって困ったPC用に用意された『DLC5 The Vile Lair』などがある。いずれも有料で、オンライン購入専用の『DLC6 Fighter's Stronghold』以外はCD-ROM 『The Elder Scrolls IV KNIGHTS of the NINE Oblivion Downloadable Content Collection』と『The Elder Scrolls IV OBLIVION GAME OF THE YEAR EDITION』で入手可能である。
Xbox 360版・PS3版
Xbox 360版およびPS3版では、ユーザーが作成した非公式のMODは利用出来ないものの、有料で販売されている公式追加コンテンツの1つである『Knights of the nine』が最初から収録されている。そのためアンヴィルの聖堂関係者は日本語版では生きている姿を見る事はできない。
Windows版MOD
Windows版では公式拡張パックとして『The Elder Scrolls IV: Shivering Isles』が発売されており、さらに、この『Shivering Isles』と公式有料MODの『DLC8 Knights of the Nine』を収録した2枚組みDVDの『The Elder Scrolls IV OBLIVION GAME OF THE YEAR EDITION』が発売されている。Windows版では、日本国内で入手できるものとしてUS版、UK版、アジア版のDVDがある。

### 主要都市
帝都 (Imperial City)
シロディールの首都。中央には白銀の塔が高く聳え立ち、そのタワーの下に立ち入り禁止区域で聖職者が利用する図書館、皇帝と元老院ら評議会が利用する宮殿と元老院議事堂があり、その周辺に商業地区、居住区であるエルフ・ガーデン地区、第一紀にガイデン・シンジが創設した闘技場地区などによって構成された6つの区画があるシロディールの中心地。アルケイン大学、波止場地区、帝国獄舎なども隣接している。かつてシロディールを支配したアイレイド (Ayleid) が造った都市をそのまま利用している。)
ブルーマ (Bruma)
北方の都市。スカイリム に近いためノルドの文化の影響を強く受けており、寒さに耐えるためにほとんどの家が地下室を持つ。均整な石段によって作られた要塞のような中心部は、戦士として生きてきたノルドの文化を特に感じさせる。年中雪が降っており、クマやオオカミが出現することも多いため自然環境は熾烈。地の利はそこまで悪くない。
ブラヴィル (Bravil)
帝都南方の都市。アルゴニアンやカジートが住民の大半を占める、川に隣接したスラム街。比較的帝都に近いがその環境の悪さからかあまり人が近寄らない。スクゥーマ中毒者の魔窟が存在する。とにかく多くの人が住めるように、家並みは木造で縦に積み上げるスタイル。
アンヴィル (Anvil)
西方の臨海都市。海辺の街ならではの活気や清々しさがあり、舗装された石畳に石造りの綺麗な街並み。しかし、ところどころに見られる空き家が景観を損ねている。帝都からみて西端の沿岸部にある。
シェイディンハル (Cheydinhal)
森の中に突如として現れる東方の都市。豊かな自然といかにもファンタジーのようなおしゃれな家並から人気は高い。極端に離れてはいないのだが、 帝都の正門とちょうど反対の方向にあるため、訪れるには直接泳いでルマーレ湖 (Lake Rumare) を横断するか周囲の道をぐるりと回る必要がある。モロウィンドに近いため、上記の街並みはダークエルフの文化の影響を受けている（そのためか、シェイディンハルをダークエルフとオークまみれの野卑な街だと考える差別主義者も少なくない）。Xbox 360版、Playstation 3 版の日本語訳では「シェイディンハル」になっているが声優は実際には「チェイディンハル」か「チェイディンホール」と発音している。
コロール (Chorrol)
帝都を除いて多くのプレイヤーが最初に訪れる可能性がある都市。帝都の北西に位置し、豊かな自然と石造りに見られる人の技が調和した小奇麗な街並みが特徴。戦士ギルドの本部もここにあるほか、ウェイノン修道院 (Weynon Priory) があるため、とある理由から多くのプレイヤーが幾度となく訪れるであろう街。帝都の正門の正面なので地の利はよい。
レヤウィン (Leyawiin)
はるか南方に位置する都市。色鮮やかな漆喰作り家々が建ち並び、そのほとんどが三階建てという豪勢な街。街は湿気が多く、一部が水没している。アンヴィルと 並び帝都から離れており、多数のモンスターも出現するため馬に乗っていても危険な道のり。上記のブラヴィル経由で行くこともできる。
スキングラード (Skingrad)
帝都の南西、コロールの南に位置する都市。石畳と石造りの近代的な建築が特徴で、高台に建てられた城から騎士の国を思わせる荘厳な街並みが特徴。帝都に次ぐ富裕な近代都市で、家並も格調高い。住民もインペリアルが多く、ウッドエルフのグラアシアを始めとした他の種族は逆に浮いて見えるほど。
クヴァッチ (Kvatch)
帝都を除いて唯一闘技場がある大型の都市だが、オブリビオンの門 (Oblivion Gate) が開いてそこから出てきた デイドラの襲撃を受けて焼き尽くされてしまった。プレイヤーがゲームを開始した時点で既に襲撃を受けているため、整った姿を見ることはできない。

### 登場する地方
ゴールドコースト (Gold Coast)
アンヴィルからクヴァッチ西部にかけてのサバンナ地帯。黄金色の草が生い茂り、獲物に飢えたマウンテンライオンが頻繁に出没する。
コロヴィア台地 (Colovian Highlands)
コロール西部からクヴァッチ北部にかけての山岳地帯。シロディールを一望出来る場所が多々ある。
ブラックウッド (Blackwood)
レヤウィン周辺の、シロディール南端のジャングル地帯。西は砂漠の エルスウェーア (エルスウェイル・Elsweyr) 地方からのスクゥーマ密輸が問題となっている。
ジェラール山脈 (Jerall Mountains)
ブルーマ周辺の、シロディール北部山脈地帯。一年中雪に覆われている。
ヴァラス山地 (Valus Mountains)
シェイディンハル- 東部地域。深い森と渓谷で占められた山岳地帯である。
グレートフォレスト (Great Forest)
シロディール地方の中央部の大半を占める、広大な森林地帯。数々のダンジョンや遺跡のほか、人々が暮らす集落まである。
ハートランド (Heartlands)
帝都周辺の島々やルマーレ湖を含む一帯を指す。文字通りシロディールの中心地であり、晴れた日に対岸から見る 白金の塔は、格別の美しさを見せる。
ニベネイ渓谷・ニベネイ盆地 (Nibenay Basin, Nibeney Valley)
ブラヴィル周辺の湿地帯。ブラヴィルから垂れ流されている汚水が、周辺の環境を悪化させている。
ウェストウィルド (West Weald)
スキングラード周辺から、西はクヴァッチ)、東はブラヴィルまで広がる、丘陵地帯。街道沿いには多数の赤、青、黄色の 亜麻 (Flax) や ボタン (Peony) が咲き乱れる。

## リマスター
リマスター版が2025年4月23日に発売された。オリジナル版と異なり日本語をサポートしている。グラフィックスエンジンにUnreal Engine 5を使用、スプリント（ダッシュ）機能追加などがされている。

## 登場キャラクター
本作はフルボイスで、種族/性別ごとに声優が当てられているが、一部のキャラクターは俳優のパトリック・スチュワートら、特別に有名なキャストが演じている。

### 主要人物
主人公 クヴァッチの英雄 (Hero of Kvatch)
帝都の隠し通路に繋がる牢に捕らえられていた囚人。その経緯も過去も誰も知る者はいない。皇帝の予知夢に登場したらしく、皇帝の死の間際に、帝国の命運を託される。ある程度メインクエストを進めると、「クヴァッチの英雄」という敬称で呼ばれるようになる。
ユリエル・セプティム七世（Uriel Septim VII, 声：パトリック・スチュワート）
タムリエル大陸を統べる皇帝。シリーズを通して主要な役割を果たしてきた。勇敢にして聡明な賢帝で、セプティム家に代々伝わる予知の能力を特に強く受け継いでいる。 今作のオープニング、およびチュートリアルに登場し、自らの予知通りに邪教「深遠の暁 (Mythic Dawn)」に暗殺される。皇帝の死によって聖火「ドラゴンファイア (Dragonfire)」の灯火が消え去り、オブリビオン (Oblivion) との障壁が無くなってしまった。予知によって主人公が救世主となることを見抜き、死の際、主人公にドラゴンファイアを再び灯すためのアイテムである「王者のアミュレット」(Amulet of Kings) を手渡して、隠し子であるマーティンを探すように告げる。
マーティン（Martin, 声：ショーン・ビーン）
クヴァッチの街で、最高神アカトシュ (Akatosh) を祀る壮年の司祭。本人も気付かずにいるが、実は皇帝ユリエルの隠し子であり、聖なるドラゴンファイアを灯せる資格を持った唯一の後継者。高潔で誇り高く、深い知識と経験、洞察力を持つ彼だが、司祭になる前は暗黒魔術を学び、デイドラ (Daedra) 崇拝をしていた経歴を持つ（そのことを本人は過去の過ちとして戒めている）。彼を探し出すのが主人公の最初の目的。
メエルーンズ・デイゴン（Mehrunes Dagon, 声：テレンス・スタンプ）
16人のデイドラ王 (Daedra Lords, Daedric Princes) の一人。破壊や自然災害を司り、その存在意義自体が破壊にある。シリーズを通しての最大の敵であり、本作では信徒であるマンカー・キャモランの策謀に応え、シロディールの至る場所にオブリビオンゲート(Oblivion Gate)を開き、タムリエルを破壊し尽くそうと計画している。タイトルのオブリビオンはデイドラ王たちの持つ領域を意味する言葉であるが、本作ではデイゴンの領する、灼熱地獄のオブリビオン「Deadlands」を指す。真っ赤な筋骨隆々の肉体を持ち、4本腕である。
マンカー・キャモラン（Mankar Camoran, 声：テレンス・スタンプ）
メエルーンズ・デイゴンを崇拝する邪教「深遠の暁」の教主。種族はハイエルフで絶大な魔力を持つ魔術師。かつて帝国を壊滅寸前に追いやった死霊術師「侵略者キャモラン」の息子を自称する。不老不死の力とタムリエルの権力の座を手にするため、デイゴンに取り入る。深遠の暁の教徒を使い皇帝を暗殺し、王者のアミュレットを手に入れ た後は、デイゴンからザルクセスの神秘の書 (Mysterium Xarxes) を授かり、その魔力で「楽園」と呼ばれる自らの領域を作り出し、タムリエル侵略の準備を着々と進めている。

### メインクエスト関連
ジョフリー (Jauffre)
ウェイノン修道院で暮らす年老いた修道士だが、その正体は皇帝の親衛隊「ブレイズ」の騎士団長である。マーティンがユリエル・セプティム七世の隠し子であることを知る数少ない人物。皇帝の死後、主人公と連携して、対デイゴン・対オブリビオンの陣頭指揮を取る。
ボーラス (Baurus)
皇帝の近衛兵を務めていたレッドガードの剣士で、ブレイズのメンバーの中では最も若い。ブレイズの皇帝の脱出時の近衛兵で唯一生き残ったが、皇帝を死なせてしまったことに強い自責の念を感じている。その後は主人公と共に犯行組織の解明に当たる。
総書記官オカート (High Chancellor Ocato)
ハイエルフの魔術師で、帝都の元老院の総書記官。皇帝の側近である「帝都の魔闘士」(Imperial Battlemage) を兼任し、皇帝の死後は暫定的に帝国で最高の権力者である。この非常時にあっても、自らの保身を優先するかのような言動をする。一 方、指導者を失った帝国が、特に大きな混乱も無く機能しているのは、彼の優れた政治的手腕によるところが大きい。
マボレル修道僧 (Prior Maborel)
ウェイノン修道院の修道士。深遠の暁の襲撃で真っ先に死亡する。

### 戦士ギルド (Fighters Guild)
シロディールの各都市に支部を持つギルド。前科持ちや犯罪者でなければ誰でも加入することができる。
仕事は主に市民の依頼を受ける事だが、最近は仕事の依頼も少なく、割に合わないと仕事を投げ出すギルド員も増えてきている。
その不況の裏には同業の傭兵団が関係しているらしいのだが…。
ヴィレナ・ドントン (Vilena Donton)
戦士ギルドのマスターでインペリアルの老女。老齢の女性でありながら、実力によって地位に就いている。戦士としては珍しく温厚な人柄だが、時には強い怒りを見せる。戦士であったヴィテラスという長男を失い、近年は意気消沈している。
モドリン・オレイン (Modryn Oreyn)
戦士ギルドのチャンピオン（Champion、2番目の地位）。ダークエルフの戦士の名門オレイン家の末裔。ヴィレナ・ドントンの長男が新興ギルドのブラックウッド団に殺されたことを疑うが、調査に消極的なドントンに苛立っている。多数の人員をブラックウッド団との影の抗争で失ったため、新たなギルド員を求めている。絵心が無い。
アザーン (Azzan)
アンヴィルの戦士ギルドの支部長（階級はガーディアン (Guardian)、3番目の地位）。レッドガードの騎士。彼から任務を受けることがある
バーズ・グロ＝キャッシュ (Burz gro-Khash)
シェイディンハルの戦士ギルドの支部長（階級はガーディアン）。オーク。なお彼のほかに2名ガーディアンが居るが、役立たずと罵っている。
ヴィラヌス・ドントン (Viranus Donton)
戦士ギルドのギルドマスターであるウィレナ・ドントンの二男、クエストで彼と共に任務をこなす事になる
エドゥアード・ホッジ (Eduard Hodge)
戦士ギルドのメンバーの1人ヴィラヌス・ドントンとその仲間たちと共に見捨てられし鉱山 (Forsaken Mine) という名の鉱山に向かったが……。

### 魔術師ギルド (Mages Guild)
アルケイン大学 (Arcane University)
帝都の南南東に隣接する魔法大学。魔術師達の総本山で、魔法やエンチャントされたアイテムを作成できる場所。一般市民は立ち入ることが出来ない。
ハンニバル・トレイヴン (Hannibal Traven)
魔術師ギルドの最高峰アークメイジの一人であり、帝都アルケイン大学の第三紀433年時点での長。傲慢な者が多い魔術師には希有な人格者である。死霊術を魔術師ギルドから完全に禁止したため、多くのギルド員が離反したことに心を痛めている。
カラーニャ (Caranya)
ハンニバル・トレイヴンの側近で信頼されている一人。
マニマルコが狙うアイテムの一つ死霊術師のアミュレットがもう一つのアイテムと一緒に大学内部にあるのを危惧し、オントゥス砦へと立て籠もったが……。
アーラヴ・ジャロル (Irlav Jarol)
ハンニバル・トレイヴンの側近で信頼されている一人。
マニマルコが狙うアイテムの一つ血虫の兜を逆に解析することでマニマルコに対抗しようとテレマン砦へと立て籠もったが……。
ラミナス・ポラス (Raminus Polus)
魔術師ギルドの数少ない常識人の一人。入学してはじめのうちは彼から仕事を受けることになる。階級はマスター･ウィザード (Master-Wizard)。
ター・ミーナ (Tar-Meena)
魔術師ギルドの一員。大学の頭脳とも呼ばれる優秀なアルゴニアンの女性。特にデイドラ崇拝や死霊術等に詳しい。
フィスラゲイル (Fithragaer)
ボズマーの男性。
魔術師ギルドの戦闘魔術師、ある任務で主人公と合流するが、今作屈指の衝撃的な生き様の瞬間を見せてくれる。
ムシアナス・アライアス (Mucianus Allias)
死霊術師に対抗すべく、潜入捜査を任された術師。あるクエストで会う事が出来るが……？
サルフィン (Thalfin)
攻撃が得意な魔術戦士。
ミリート (Merete)
広範囲の魔法が得意な魔術戦士。
イヴァール (Iver)
ノルドの戦闘魔術師。攻撃も魔法も使える、特に回復が得意。

### 盗賊ギルド (Thieves Guild)
設立紀元は不明確。浮浪者の間で話題として聞く事が出来る。しかし一方で、一部帝都の官僚達はその存在を頑なに否定している。
グレイフォックス (Gray Fox)
盗賊ギルドの首領とされているが、詳細は不明。その灰色のマスクはデイドラ王、ノクターナル (Nocturnal) から盗んだものだとか、300年以上生きているなど、様々な伝説を持つ。帝都の官僚や各都市の衛兵隊は存在自体を否定している。
アーマンド・クリストフ (Armand Christophe)
盗賊ギルドの玄関口。彼を見つけ出す事が盗賊になる為の第一歩。
スクリーヴァ (S'Krivva)
ブラヴィルに住むカジート女性で、盗賊ギルドの参謀の一人。科料の管理等を行っており、クエスト中盤で彼女からもらえる特殊任務も多い。
メスレデル (Methredhel)
ボズマーの女性。
腕利きの盗賊で負けず嫌い。見習いには登竜門的な存在で腕は確かだが、うっかり、と言うか、抜けている面も見られる。
アミューゼイ (Amusei)
帝都の波止場地区をうろつくアルゴニアンの男性。
盗賊ギルドに入るべく、レヤウィンからやって来た。
一度はギルド加入試験に主人公と争うが、結果負け挫折するも、後にギルドの危機にはグレイフォックス (Gray Fox) の伝令役として活躍する事となる。
厭世家のオンガー (Ongar the World-Weary)
ノルドの男性。
ブルーマで独自の「商売」をしている。
ミヴリーナ・アラーノ (Myvryna Arano)
ダンマーの女性、ひとまずは盗賊ギルドのメンバーだが……。
帝都の波止場地区で アズル・グロ＝グルラム (Uzul gro-Grulam) と同居しており、口説かれている姿がよく見られる。

### 闇の一党 (Dark Brotherhood)
歴史はかなり古く様々な説があり、市民の間でもしばしば語られるいわゆる「暗殺ギルド」。
前作The Elder Scrolls III: Morrowind に登場した、帝国公認の合法暗殺組織 モラグ・トング (Morag Tong)  から派生した。
近年ではビジネス的要素が強く、依頼者のニーズに合わせた暗殺が主でこの組織の力を借りる者は権力・階級を問わず多く存在し、組織の存在は無くせないものになりつつある。しかし最近組織メンバーの多くが謎の死を遂げていて、内部に裏切り者がいるという噂が囁かれている…。
シシス (Sithis)
闇の一党の紀元的存在でデイドラに属さない死を司る常闇の父であり王とも呼ばれる。常に血を求め、死を欲する。
タムリエルでは死を迎えるとシシスの元へ行く、と言われている。
夜母 (Night Mother)
闇の一党が崇拝している存在。シシスの愛人とも言われる。
タムリエルでは『年老いた女性』や『幽霊』などとするもの、メファーラ (Mephara) と同一視するもの、そもそも実在しないなど、さまざまに囁かれている。
シェイディンハル支部 (Sanctuary in Cheydinhal)
オチーヴァ (Ocheeva)
アルゴニアンの女性。短剣を使う。
シェディンハル支部の纏め役。物腰は柔らかくも毅然としている。レヤウィンの東ブラックマーシュの別名アルゴニア出身でテイナーヴァとは兄妹。シャドウスケイルとして闇の一党に加わった。
ヴィンセンテ・ヴァルティエリにアントワネッタ・マリーやゴグロン・グロ＝ボルモグの事で相談する事もあるが、別の気がかりも持っている。
最近では更に悩みが増えたらしい。
ヴィンセンテ・ヴァルティエリ (Vicente Valtieri)
ブレトンの男性でヴァンパイア (吸血鬼)。片手剣を使う。
200年前に吸血症に掛かり放浪していたところ、闇の一党にその能力を買われ加わった。｢五つ戒律｣によりメンバーに自分から吸血行為を行う事はない。
非常に紳士的な性格だが、にんにくが大の苦手でマリーがにんにく料理を出すとオチーヴァに不満を洩らす面もある。
アントワネッタ・マリー (Antoinetta Marie)
インペリアルの女性。短剣を使う。
容姿は美しくオブリビオン内で数少ない美人の部類に入る。炊事担当。
気遣い上手だが小悪魔系でヴィンセンテ・ヴァルティエリにニンニクを食べさせたがったりオチーヴァの座を狙ったりしている野心家でもある。
しかしその可愛らしい性格や容姿とは裏腹に過酷な人生を経験してきた。
テイナーヴァ (Teinaava)
アルゴニアンの男性。弓を使う。
オチーヴァと同様シャドウスケイル出身。物静かな性格で読書が好き。オチーヴァと共通の悩みを持っている。良きアドバイザーで頼れる男性。
ゴグロン・グロ＝ボルモグ (Gogron gro-Bolmog)
オークの男性。斧や両手剣といった重い武器を使う。
陽気で気さく、竹を割った様な性格で仕事が大好き。合法的 (?) に殺すことができるため闇の一党に所属しており、報酬や信条は二の次。
テレンドリルは彼を「闇の一党の暴れん坊」と比喩し、任務の手口を注意する姿がよく見られるが、彼女は快い反応を見せている。
テレンドリル (Telaendril)
ボズマーの女性。弓や毒薬知識に優れている。
彼女における「家」に居る事が少なく、オチーヴァからの別口の任務でブラックウッドやハートランドを回っている。
過去に一党から命を狙われた身だったが、逆に自分の殺害依頼を出した人物を殺し、その当時テレンドリルを追っていたメンバーのルシエン・ラシャンスに腕を見込まれ闇の一党に加わった。
ムラージ＝ダール (M'raaj-Dar)
カジートの男性。魔法を使う。
魔法やアイテムを売ってくれる。何かと主人公に対して冷たく当たるが…。
スキーマー (Schemer)
闇の一党の聖域にいるネズミ。
敵クリーチャーのネズミそのままだが、攻撃してくるようなことはない。
シェイディンハル支部のマスコット的存在。プレイヤーがこのネズミを殺すと闇の一党を除名される。
スキングラード支部
ファフナー (Fafnir)
ノルドの男性、クエストで彼から鍵を貰う事になる
本部・ブラックハンド (Black Hand)
手のひらと5本指をモチーフにしており"聞こえし者"1人、 "伝えし者"4人で構成された、合計5人の幹部がいる。
また、指には爪がある様に幹部一人につき "奪いし者" が付く。
ルシエン・ラシャンス (Lucien Lachance)
暗殺ギルド闇の一党の幹部、伝えし者の一人。ある条件を満たすと、主人公の元に勧誘に現れる。次作 The Elder Scrolls V: Skyrim では伝説の暗殺者の幽霊として登場する。
アークエン (Arquen)
闇の一党の幹部。ハイエルフの女。ブラックハンドの伝えし者の一人。
ベリサリアス・アリウス(Belisarius Arius)
闇の一党の幹部、インペリアルの男。ブラックハンドの伝えし者の一人。
ベイナス・アロー (Banus Alor)
闇の一党の幹部。ダークエルフ。ブラックハンドの伝えし者の一人。
マシウ・ベラモンド (Mathieu Bellamont)
闇の一党の幹部。ブレトンの男。ブラックハンドの伝えし者の一人。（故あって聞えし者へ昇格）
ジュガスタ (J'Ghasta)
ブルーマに住んでいるカジートのの住人、ブラックハンドの 伝えし者の一人。
闇の一党幹部しか持っていないはずの装備をとある場所に隠し持っている。
アルヴァル・ウヴァーニ (Alval Uvani)
シロディール中を旅しているダークエルフの行商人。ブラックハンドの伝えし者の一人。
闇の一党幹部しか持っていないはずの装備をとある場所に隠し持っている。
シャリーズ (Shaleez)
アルゴニアンの女性。ブラックハンドの鉤爪 奪いし者の一人。
ハヴィルステイン・ホア＝ブラット (Havilstein Hoar-Blood)
ノール山 (Gnoll Mountain) で シルマリルの物語でCarcharothを意味するレットモー (Redmaw) という名の狼と暮らしているノルドの男性。ブラックハンドの鉤爪、奪いし者の一人。
なお、ラシャンスの奪いし者は随分前の任務中に殉職し、マシウ・ベラモンドには未だ居ない。

### ギルド関連
スプリングヒール・ジャック (Springheel Jak)
300年以上前のグレイ・フォックスの相棒、子孫はジャクベン・インベルと名乗って帝都で暮らしているが、実はその子孫もスプリングヒール・ジャックと同一人物で300年以上も生きているヴァンパイア。
ヒエロニムス・レックス (Hieronymus Lex)
帝都の監視隊長の一人。公式には存在が否定されているグレイフォックスおよび盗賊ギルドを長年追っている。
ルフィオ (Rufio)
インペリアルの男性。
帝都で暮らし、今は独房にいる クローディアス・アルカディア (Claudius Arcadia) の家族を絞殺した男。今は何かに怯え、逃げ隠れる様にひっそりと暮らしている。
アダマス･フィリダ (Adamus Phillida)
帝都監視隊総指揮官の一人。生涯をかけて闇の一党と徹底的に対抗しており、引退間際だがまた一人関係者を検挙している。これまでに何度も闇の一党に命を狙われたが、そのたびに生き延びている。

### 死霊術師 (Necromancer)
シロディールの魔術師ギルドはハンニバル・トレイヴンがアークメイジ (Arch-Mage) に就任して以降、死霊術の使用を全面的に禁止し、多くの魔術師がギルドから離れ、死霊術師になったとされる。
死霊術師のローブは魔術師ギルドの魔術師達にとっては見るのも汚らわしいものであり、装備して話しかけた場合は、「すぐに脱げ！そんなものを着るな！」と注意される。
「虫の王」マニマルコ ("King of Worm" Mannimarco)
あらゆる死霊術師の祖にして王。数千年を生きる。シリーズ第一作 The Elder Scrolls: Arenaからその名が現れる伝説的な存在。
魔術師ギルドと長年敵対している存在で、長い間、行方は明らかになっていなかったが、シロディールのとある洞窟に潜伏していることが魔術師ギルドに知らせられる。
ボロル・セイヴェル (Bolor Savel)
死霊術師（ネクロマンサー）の一人で、虫の王・マニマルコの最後の側近。
カミーラ・ロリア (Camilla Lollia)
死霊術師（ネクロマンサー）の一人。ブルーマの魔術師ギルドを襲撃した。
セレディン (Celedaen)
帝都から遥か南西の洞窟で自身をリッチ化しようとしている人物、あるクエストで彼を暗殺する事になる
マリエット・リーレ (Mariette Rielle)
虫の王に仕える死霊術師の一人。
ファルカー (Falcar)
シェイデンハルの魔術師ギルドの魔術師だったが、密かに死霊術に通じていて黒魂石 (Black Soul Gem) を生成し、自室に隠し持っていた。

### クヴァッチ衛兵隊 (Kvatch guards)
ザヴリアン・マティウス (Savlian Matius)
クヴァッチの生き残りの衛兵、生き残ったクヴァッチの市民を守るためバリケードを張ってデイドラからの攻撃を阻止している。
ジェサン･リリアン (Jesan Rilian)
クヴァッチの生き残りのインペリアルの衛兵の一人、ザヴリアン・マティウス、メランディルと共にデイドラからの攻撃を阻止している。
メランディル (Merandil)
クヴァッチの生き残りのハイエルフの衛兵。ザヴリアン・マティウス、ジェサン・リリアン共にバリケードを守備している。
イレンド・ヴォニアス (Ilend Vonius)
クヴァッチの衛兵の一人。インペリアル。ザヴリアン･マティウスの命令で数人の衛兵と共にオブリビオンの門に突入した人物。
ベリック･イニアン (Berich Inian)
グヴァッチの衛兵の一人。インペリアル。ザヴリアン・マティウスの命令に従い聖堂を守っている人物。
ティエラ (Tierra)
グヴァッチの衛兵の一人。レッドガードの女性。聖堂に残った市民たちを難民キャンプまで送った人物。
ミニアン･コネルド (Menien Goneld)
クヴァッチの衛兵の一人。インペリアル。主人公にオブリビオンの門の破壊方法を教えた、その後は行方不明になる。

### 深遠の暁 (Mythic Dawn)
レイヴン・キャモラン (Raven Camoran)
深遠の暁の教徒の一人。マンカー・キャモランの息子。帝都の下水道で出資者として教徒の勧誘を行っていた。
その後、楽園で不死となり、マンカー･キャモランの元へと主人公を案内する。
ルマ・キャモラン (Ruma Camoran)
深遠の暁の教徒の一人。マンカー・キャモランの娘。アリアス湖の洞窟にある教団の神殿でデイゴンへ捧げる生贄の儀式を行おうとしていた。
その後、楽園で不死となり、マンカー･キャモランの元へと主人公を案内する。
ハロウ (Harrow)
深遠の暁の教徒の一人。アリアス湖の洞窟の神殿の番人。
アスタフ・ウィリッチ (Astav Wirich)
深遠の暁の教徒の一人。帝都でスパイ活動をしていたボーラスを見張っていた。
ジャール (Jearl)
深遠の暁の教徒の一人。ブルーマでブレイズの密偵活動を行っていた。
サヴェーリ・ファラム (Saveri Faram)
深遠の暁の教徒の一人。ブルーマでブレイズの密偵活動を行っていた。

### ブレイズ (Blades)
ステファン騎士団長 (Captain Steffan)
ブレイズの一員。総隊長ジョフリーが居るからか、全体的に影が薄い存在である、ボーラスが戦死した場合は彼が代わりを務める。
レノルト指揮官 (Captain Renault)
ブレイズの女騎士。ボーラス、グレンロイと共にユリエル・セプティムVII世を護衛し脱出させようとするも、深遠の暁の最初の襲撃で死亡した。
グレンロイ (Glenroy)
ブレイズの騎士。レノルト指揮官、ボーラスと共にユリエル・セプティムVII世を脱出させる任務に就いていた人物。途中から同行する主人公を信頼しておらず主人公を暗殺者扱いする。深遠の暁の最後の襲撃でボーラスと共に奮戦するも戦死した。

### ブラックボウ盗賊団 (Black Bow bandits)
レヤウィン一帯に広がるブラックウッド地方を本拠にしておりレヤウィンの住人達を脅かしている盗賊団。
この組織の多くの山賊が、山賊団の名前にもなっているブラックボウという弓を装備している。
ブラック・ブルーゴ (Black Brugo)
ブラックボウ盗賊団の首領。オークの男。
アロンソ (Alonzo)
ブラックボウ盗賊団の一人。レッドガードの男、ブラック･ブルーゴの護衛をしている。
ロクシィ・アリック (Roxy Aric)
アロンソと共にブラック･ブルーゴの護衛をしている人物。ブレトンの山賊。

### ブラックウッド団 (Blackwood Company)
レヤウィンに本部を持つ傭兵団。黒を主体とした独自の防具を持つ。戦士ギルドが請け負わない依頼も格安で受け持ち、急速に勢力を伸ばしてきた。その一方で、善悪の見境なく人や物に損害を与えているという黒い噂も絶えない。
リザカール (Ri'Zakar)
ブラックウッド団のリーダーを務めるカジートの男。
ジータム＝ジー (Jeetum-Ze)
ブラックウッド団のメンバー。アルゴニアンの男。
ジャファジール (Ja'Fazir)
ブラックウッド団の副長。カジートの男。
アシャム・ウジン (Ajum-Kajin)
ブラックウッド団の参謀、ある洞窟に潜伏している。アルゴニアンの男。
ラーナ (Rana)
ブラックウッド団の副長。アルゴニアンの女。
ギール (Geel)
ブラックウッド団の射撃軍曹。アルゴニアンの男。
ジーター (Jee-tah)
ブラウィルのブラックウッド団の隊員。アルゴニアンの男。マグリールと接触を試みている。
マグリール (Maglir)
元戦士ギルドのメンバー。ウッドエルフの男。戦士ギルド内では問題行動が目立っていた。

### デイドラ16王 (Daedric Princes)
デイドラ16王はそれぞれのオブリビオンを支配していてその領域はデイドラによって異なる世界観を持つ。デイドラ王たちは時にデイドラ・ロードとも呼ばれている。
神のような存在であり、必ずしも全員が（人間の価値観から見て）善き存在であるとは断じることはできないが、邪悪な存在であるというわけでもない。
メエルーンズ・デイゴンを除いてはタムリエルへの侵略や大々的な干渉といったことは考えておらず、ごく一部の信者にのみ声を聞かせたり、暇つぶしのような行為を行わせたりしている。
アズラ (Azura)
宵と暁の女神
闇と光の橋渡しをする神秘の領域である薄暮と黎明を司り、「月影」(Queen of Dawn and Dusk)「薔薇の母」(Mother of the Rose)「夜空の女王」(Queen of the Night Sky) とも呼ばれる。
右手に星を、左手に月を持った女性の姿であるといわれている。
ボエシア (Boethiah, Boethia)
虚偽と謀略の神
虚偽と陰謀、秘密裏に行われる殺人、暗殺、反逆、法に依らない権力の転覆等を司る。
強い者を好み、己の力を託せる者を探しているという。
鎧を着込んだ男性の姿をしている。
クラヴィカス・ヴァイル (Clavicus Vile)
契約と対価の神
儀式的な祈祷や契約による力の授与や願いの成就を司る。
角の生えた子供の姿をしている。バルバス (Barbas) という言葉を話す犬のような生き物を連れている。
ハルメアス・モラ (Hermaeus Mora)
過去と未来、あらゆる知識と記憶を司る神
水晶に投影される運命の流れを司る。星と天から過去や未来を読み解き、知識や記憶という財宝をその手に有する。
4つのはさみをもち、蟹のような外見をしている。
余談だがこのデイドラのクエストを受けるには他のデイドラのクエストを全て完了させる必要があるため、事実上最後のデイドラのクエストになる。
ハーシーン (Hircine)
狩猟の神
デイドラの娯楽でもある偉大なるゲーム、狩猟を司り、「狩人」とも「獣人の祖」とも呼ばれる。
外見は槍を持ち角が生えた男性で、狼を連れているといわれている。The Elder Scrolls III: Bloodmoon ではメインクエストの最後のボスとしても登場している。
マラキャス (Malacath)
オーガやオークの神
拒絶されしもの、追放されしもの達の後見人でもあり、契約や血の呪いの守護者でもある。
（マラキャスに祝福された武器は人間の為に作られた物で、デイドラがその力を引き出そうとするとオブリビオンの虚空においやられてしまうらしい。マラキャスは仲間のデイドラに対抗しうる武器を生み出したものの、それが彼等の手に落ちる事はどうしても避けたかったため、卑怯者と落伍者との私闘における武器にしようと考えた。こうした事情からマラキャスは、邪悪な仲間のデイドラが武器の力を引き出そうとしても虚空が開いてその者を飲み込み、オブリビオンの彼方へと放逐される様に呪いをかけ、そこから時の乱れのない虚々実々の世界へ追い返そうとした。）
メエルーンズ・デイゴン (Mehrunes Dagon)
上記の主要人物を参照
メファーラ (Mephala)
運命の糸を紡ぐ神
領域のはっきりしないデイドラである。「蜘蛛糸を紡ぐもの」「紡ぐもの」「蜘蛛」として知られており、衆生界にちょっかいを出す事を生きがいとしている様な節がある。
4本の腕をもち両性具有である。
メリディア (Meridia)
不死を忌み嫌う女神
領域のはっきりしないデイドラである。生きとし生けるものの活力と関わり合いがある。
モラグ・バル (Molag Bal)
冒涜と不和の神
衆生を支配し、奴隷とするデイドラである。人間の魂を刈り取って懐柔する事を望んでおり、その為に衆生界に不和の種をばら撒いている。
ナミラ (Namira)
暗黒を司る女神
古代の闇を司るデイドラである。「霊魂のデイドラ」と呼ばれ、あらゆる悪霊や邪霊を統べている。蜘蛛、昆虫、蛞蝓などの人間が本能的に嫌悪する薄気味悪い生物と関わり合いがある。
とある本には乞食の姿でタムリエルを旅していたと書かれている。
ノクターナル (Nocturnal)
夜と闇の女神
「夜の女王」としても知られる。司るものから、盗賊ギルドをはじめ、シロディール中の盗賊に信仰されている。
グレイ・フォックスの特徴的な灰色のマスクを作ったと言われている。
両手に鳥を持った女性の姿をしている。
ペライト (Peryite)
Oblivionの領域を監督する神
オブリビオンの最下層階級を統べる「親方」とも呼ばれるデイドラである。
竜の姿をしている。
サングイン (Sanguine)
酒と快楽の神
快楽主義的な饗宴や道楽、邪まな欲望への沈溺を司る。
かつてマーティンが修行僧の時、信仰していた神である。
シェオゴラス (Sheogorath)
下記のシヴァリング・アイルズを参照
ヴァーミーナ (Vaermina)
悪夢の女神
夢と悪夢を司るデイドラで、凶兆はその領域より生まれる。
杖を持った老婆の姿をしている。

### 九大神 (Nine Divines)
アカトシュ (Akatosh)
シロディールで広く信仰されていて、Nine Divines (九大神) の長とされている最高神。
帝国の繁栄の象徴ともされていて初代皇帝に王者のアミュレットを与えた。
翼の生えた竜の姿で描かれている。
アーケイ (Arkey)
九大神の一人。光を司る神であり、死霊術や不死の生き物にとっての脅威である。
かつては定命の者（人間）であったがとあることがきっかけで神になったとされる。
杖をもった老人の姿で描かれている。
ディベラ (Dibella)
九大神の一人。美貌を司る神でシロディールには多くのカルト集団が存在する。
片手に花を持ち上半身は女性、下半身はジュゴンの様な姿で描かれている。
ジュリアノス (Julianos)
九大神の一人。文学と法の神である。メイジギルドの学生たちが主に信仰している。
ローブを着て顎ヒゲを生やした老人の姿で描かれている。
キナレス (Kynareth)
九大神の一人。風と空を司る神。
鳥を肩に乗せた女性の姿で描かれている。
マーラ (Mara)
九大神の一人。愛を司る女神である。
ローブを着て両手を広げた女性の姿で描かれている。
ステンダール (Stendarr)
九大神の一人。人間の罪をかばう慈悲深い神とされるが、その威光を汚す者には呪いを下すこともある。
ゴブレットを持った老人の姿で描かれている。
ゼニタール (Zenithar)
九大神の一人。農業と商業を司る神で、欲すれば恵みをもたらすとされている。
片手に金床をもった老人の姿で描かれている。
タロス (Talos)
タムリエルを征服し帝国を築いた英雄タイバー・セプティム (Tiber Septim) を死後神格化したものである。
八大神と呼ばれる神々と生前人間であった彼を加えて九大神と崇められている。

### その他
アグロナック・グロ＝マログ (Agronak gro-Malog)
帝都闘技場の不敗のグランドチャンピオン。市民達からはグレイプリンスと呼ばれその栄光を称えられている。オークだが灰色の肌。自身は肌の色の所以を父親が高貴な人間の貴族であるからと信じ、それを証明してくれる人を探している。
預言者 (The Prophet)
港町アンヴィルに突然現れた、みすぼらしい老人。太古の聖騎士ペリナル・ホワイトストレークによって倒された魔王「羽根を失いし」ウマリルが復活しつつあると預言。新たな聖騎士となれる人材を探している。PS3、およびXbox 360版ではすでに導入されているが、Windows版ではオフィシャルアドオン『The Elder Scrolls IV: Knights of the Nine』を購入してインストールしなければ出現しない。
ジェイナス・ハシルドア (Janus Hassildor)
スキングラードの街を領有する伯爵。滅多に人前に姿を現すことがない。とある秘密を持っているため、闇の世界に通じ、様々なクエストラインに重要人物として関わる。
熱狂的なファン (Adoring Fan)
ウッドエルフの青年。主人公が闘技場のグランドチャンピオンになると選択次第で主人公の後を付けて来るようになる。個人名がない、あたかも金色のタマネギのようなハイセンスな髪型と童顔、素っ頓狂な声と言動、何度殺されても一定時間経過で何も無かったように復活するなど、作中登場キャラクターの中でも異彩を放つ存在。YouTubeなどでは、彼をネタにした動画が複数公開されている。
グラアシア (Glarthir)
ウッドエルフの男性でスキングラードに住んでいる。「自分は誰かに狙われている、監視されている」といった旨の言動が目立ち、常に領内の人間を敵視している。領内の人間でも彼を知らない者は無く、噂は絶えない。
ダル＝マ (Dar-Ma)
アルゴニアンの女性。コロールにて母親とふたりで暮らし雑貨屋 ノーサン・グッズ商店 を営んでいる。コロールに初めて訪れた際、彼女から挨拶をして来る。なお、最初から友好値は最大である。ブロッサムという愛馬がいる。うら若き乙女らしい彼女の日記の内容は、ある意味で有名である。
ほら吹きのムアイク (M'aiq the Liar)
前作『The Elder Scrolls III: Morrowind』 にも登場したカジートの男性。製作者が本作において出来なかったこと（前作には存在した高く飛び上がるだけの魔法がグラフィックの処理の関係で出せなかった等）や、裏話が彼の噂を聞くことにより知ることが出来る。非常に足が速く、殆どの場合シロディール中を走っているため彼に出会うことは稀である。
バード (Burd)
ブルーマのノルドの衛兵長、部下からの信頼も厚く、ブルーマ防衛戦ではブルーマ勢の指揮を執った人物。
ファーウィル・インダリス (Farwil Indarys)
ダークエルフの青年。シェイデンハルの領主、アンデル・インダリス伯爵の息子。
茨の騎士団という組織を結成しているが、騎士団とは名ばかりで、実際は父親を喜ばせるために道楽で作った素人集団である。
傲慢かつ無鉄砲な性格で、シェイデンハル付近に現れたオブリビオンゲートに団員とともに突入するが、そのまま消息不明になっている。
ブレマン・セニャン (Bremman Senyan)
茨の騎士団の一員。ファーウィルにつき合わされてオブリビオンゲートに入る羽目になったが、彼の精神的に未熟な性格は若さ故の経験不足だということを理解している常識人。
ゲルドール・セプティム (Geldall Septim)
ユリエル・セプティム七世の長男、56歳没。マーティンとは異母兄弟にあたる人物。ゲームスタート前に深遠の暁の手により暗殺された。
エンマン・セプティム (Enman Septim)
ユリエル・セプティム七世の次男、55歳没。マーティンとは異母兄弟にあたる。深遠の暁の手により殺された。
エベル･セプティム (Ebel Septim)
ユリエル･セプティム七世の三男、53歳没。兄二人と同様に深遠の暁の手により暗殺される。
ケレン (Kellen)
とある呪いに苦しみ、コロールのステンダール聖堂で保護されているレッドガードの若者。実はある歴史上の人物の末裔である。
『The Elder Scrolls IV: Knights of the Nine』クエストで登場する。
配達人 (Courier)
シロディールの各都市に黒馬新聞社が発行した記事を移動速度が速い青毛馬に乗って届けている配達人。
クローディアス・アルカディア (Claudius Arcadia)
ルフィオに家族を殺され、夜母に復讐を願うが、禁止されている行為の為、帝都の監獄に収監されている。実際に行けば、面会が可能である。
カモナ・トングの悪漢 (Camonna Tong Thug)
帝都の北東にあるウォーカー野営地 (Walker Camp) で暮らしている2人組のダークエルフ、彼らは前作『The Elder Scrolls III: Morrowind』にも登場した犯罪組織カモナ・トングの構成員である。
ヴァレン・ドレス (Valen Dreth)
帝都の監獄に捕らえられているダークエルフの囚人。ゲームの冒頭で向かいの牢屋から主人公に嫌味を吐いてくる。11年間もの長い囚人生活を送っていて、近いうちに出所する。クローディアス・アルカディアと違って、面会はできない。The Elder Scrolls V:Skyrim では ロムリン・ドレスという名の末裔が登場する。
オークのマゾーガ (Mazoga the Orc)
レヤウィン城に居座る「騎士」を自称するオーク。どこかの国家に所属した正式な騎士でもないのに、常に高圧的な態度をとる上に城に居座り続けるため、彼女がなぜここにいるのかを領主は大変疑問に思っている。
とある連続クエストの中心となるNPCで、クエストで死亡しなければ最終的に某ダンジョンとレヤウィン城とを往復するNPCとなる。ダンジョン内で出会った際は共闘することも可能。
グウィナス (Gwinas)
ヴァレンウッドからシロディールに来たボズマーの男性。興味本位で帝都の本屋から「評論・深遠の暁」を購入する。その後帰国することはなく帝都に滞在し続ける。
ジーリアス (Jeelius)
アルゴニアンの男性。 帝都の寺院に仕える神官だったが深遠の暁にさらわれて神殿でデイゴンの生贄にされる。
主人公の行動次第で助けることも殺すこともできる。が、運悪く帝都に帰る途中モンスターにやられてしまう事も暫しある。

### シヴァリング ・アイルズ (Shivering Isles)
公式の拡張パック 『The Elder Scrolls IV: Shivering Isles』を購入してインストールすると登場、PS3版とXbox 360版はGOTY版を購入することでプレイ可能。
シヴァリング・アイルズの舞台はデイドラ16王の一人であるシェオゴラスの持つオブリビオンの領域である。同じオブリビオンであるメエルーンズ・デイゴンの領域「Deadlands」とは打って変わって緑豊かな晴天の広がる大陸である。
シェ オゴラスの二面性を体現するかの如く、領域の中心都市であるニューシェオスには人々の喜びや欲望等の明るい面を表しているマニア (Mania) と、恐れや裏切り等の暗い面を表しているディメンシア (Dementia) と言う二つの派閥が存在し、二人の君主がそれを統率している。
さらに街を警備している衛兵もマニアに加担する、前作『The Elder Scrolls III: Morrowind』にも登場したゴールデンセイント (Golden Saints) と、ディメンシアに加担するダークセデューサー (Dark Seducers) と言う二つの種族が存在し、互いに対立している。
シェオゴラス (Sheogorath)
狂気と乱心を司る神。狂気の王子とも呼ばれる。
司るものを体現するかの様に、支離滅裂にして抑揚が激しく、二面性のある狂気的な性格。
さらに自分に対し無礼を働いたものは身動きを取れなくし、島の上空に瞬間移動させ、落とすと 言う処刑を行う。
「グレイマーチ」(Greymarch) と呼ばれる破壊を食い止めるべく自分の後継者を探す ためにシロディールに自分の領域へ続く扉を開いたという。
黒の眼球に金目銀目のオッドアイ、白い顎鬚を生やした老人の姿で、自身の力の源であるという杖を持っている。
ハスキル (Haskill)
シェオゴラスに仕える執事。
シェオゴラスの身の回りの世話の他、『シヴァリング ・アイルズ』へ入る者へシェオゴラスの意志を伝える役目を担っている。
『シヴァリング ・アイルズ』の中なら何処にでも行くことができるようで、主人公に伝えることがある時は目の前に突然現れる。
『シヴァリング ・アイルズ』のメインクエストをある程度進めると彼がシロディールのデイドラ祭壇のクエストの進行役になる。
セイドン(Thadon)
マニアの公爵でボズマー。
マニアを象徴するかの如く、陽気で、気まぐれ、言葉も支離滅裂である。食しすぎると死ぬと言われる食物も好んで口にするほどの快楽主義者である。
シル (Syl)
ディメンシアの女公爵でボズマー。
ディメンシアを象徴するかの如く陰鬱で、疑り深い。側近すらも信用とせず常に陰謀に目を光らせている。
シェルデン (Shelden)
島の西に位置するパスウォール (Passwall) という村の長。廃墟だった村を復興させ他の村民を従えている。
とあるクエストで共闘することがあり、選択によって彼の生存か死が決定される。
レルミナ・ヴェレニム (Relmyna Velenim)
パスウォールに滞在している、シェオゴラスに心酔するダークエルフの女性。
人間やクリーチャーに対して狂気的な研究を行ったためシロディールの魔術師ギルドを追放されたが、『シヴァリング・アイルズ』でシェオゴラスに忠誠を誓うことを条件に研究を続けている。
そして研究の末、『シヴァリング ・アイルズ』の番人であるゲートキーパー (Gatekeeper) を作り出し、息子として可愛がっている。
キリバン・ニランディル (Kiliban Nyrandil)
『シヴァリング ・アイルズ』へ侵入してきた者を撃退するために使われていたセディリアン (Xedilia) という施設の管理人。
ゲートキーパーが作られてからは 放置され、その存在も忘れ去られようとしている。
グロモッグ・グロ＝バラッグ (Grommok Gro-Barak)
オークの戦士。
仲間とともに『シヴァリング ・アイルズ』に侵入するが･･･。数々の危機を乗り越えてきた百戦錬磨の戦士で、自分の強さに絶対の自信を持っている。
とある遺跡で見つけた世にも珍しい剣を所持している。
シンデリウス・ガザリアン (Syndelius Gathalian)
ダークエルフの魔術師。
仲間とともに『シヴァリング ・アイルズ』に侵入するが･･･。金銭欲が強い。
ルフィン・ティルウォルド (Luwin Tilwald)
インペリアルの弓使い。
仲間とともに『シヴァリング ・アイルズ』に侵入するが･･･。解錠が得意らしいのだが、少し臆病な性格。
ガイウス・ブレンタス (Gaius Prentus)
『Shivering Isles』とシロディールをつなぐ扉の警備をしているブラヴィルの衛兵。
扉に入る者への警告と、扉に入り狂ってしまった者の処理が任務。
ジャガラグ (Jyggalag)
Daedric Prince of Orderと呼ばれるデイドラ。秩序を司ると言われているが、領域がはっきりせず、その存在を示す文献も少ない。
「グレイマーチ」を起こして『シヴァリング ・アイルズ』を破壊し、その上に新たな秩序を作り出そうとしている。
『シヴァリング ・アイルズ』各地に存在するオベリスク (Obelisk) から配下のオーダの騎士を出現させることができる。

## 関連情報

### 獲得した賞
- Overall Game of the Year
- Xbox 360 Game of the Year
- RPG of the Year
- Editor's Choice

### スタッフ
- Executive Producer : Todd Howard
- ローカライズ指揮者 : 高橋徹（スパイク）

### 関連商品
- ザ エルダースクロールズ IV オブリビオン・ナビゲーションガイド（エンターブレイン）
- The Elder Scrolls Construction Set